# Scharnhorst-Kaserne (Hannover)
Die Scharnhorst-Kaserne ist eine nach Gerhard von Scharnhorst benannte Kaserne der Bundeswehr, die sich im Norden von Hannover im Ortsteil Bothfeld-Vahrenheide befindet.

## Lage
Die Scharnhorst-Kaserne wird im Westen von der Ada-Lessing-Straße (ehemals General Wever-Straße) und im Süden von der Kugelfangtrift begrenzt. Das Haupttor befindet sich im Osten an der Langenforther Straße 1 (gleichzeitig Postanschrift). Sie biegt im Verlauf nach Westen ab und bildet mit der Ada-Lessing-Straße im Norden ein „Dreieck“, in dessen oberer Hälfte sich ein Wohnviertel befindet.

## Geschichte
Die Kaserne wurde im Rahmen der Aufrüstung der Wehrmacht um 1935 erbaut und unterliegt in weiten Teilen dem Denkmalschutz
Die Geschichte der Kaserne ist nach der Aufstellung der Bundeswehr eng mit der 1. Panzerdivision und dem Kommando Feldjäger der Bundeswehr verbunden, wobei auch zahlreiche andere Truppenteile dort stationiert waren.

## Stationierungen

### Aktuell (Mai 2024) Stationierte Einheiten / Dienststellen
- Kommando Feldjäger der Bundeswehr (seit 2013)
  - 3. Feldjägerregiment 2 (Aufstellung 1. April 2014)
- Bundeswehrfachschule Hannover (seit 1958)
- Bundeswehrfachschul-/Zivile Aus- und Weiterbildungsbetreuungsstelle Hannover (Aufstellung: 1. April 2006)
- MAD-Stelle 2 (Zusammenlegung 2012)
- Heeresmusikkorps Hannover (Umbenannt 2013)
- Verband der Reservisten der Deutschen Bundeswehr SHK (Seit 1. Juli 2024)
- BWI GmbH UHD Hannover (Indienststellung: 1. Dezember 2008)[2]

Zudem befindet sich zwischen der Kaserne und Ada-Lessing-Straße eine der Öffentlichkeit zugängliche Offizierheimgesellschaft.

### Ehemalige Einheiten
Folgende Einheiten der Bundeswehr waren in der Kaserne stationiert:
| Truppenteil                                                      | Zeitraum der Stationierung                    | Verbleib                                                                           |
| ---------------------------------------------------------------- | --------------------------------------------- | ---------------------------------------------------------------------------------- |
| Stabskompanie 1. Panzerdivision                                  | 01.01.2004 Auflösung: 30.06.2015              | Neuaufstellung als St/FmKp 1.PzDiv in der Henning-von-Tresckow-Kaserne (Oldenburg) |
| 1./ u. 3./ Nachschubbataillon 1                                  | 01.10.1975 Auflösung: 30.09.1994              |                                                                                    |
| Nachschubausbildungskompanie 7/1                                 | 01.10.1980 Auflösung: 30.09.1988              | Umgliederung in 5./NschBtl 1 (Ausb)                                                |
| Nachschubbataillon 1 (teilaktiv)                                 | 01.10.1975 Auflösung: 30.09.1994              |                                                                                    |
| Nachschubkompanie 720                                            | 01.11.1965 Auflösung: 30.09.1994              |                                                                                    |
| Bundeswehrfachschulkompanie Hannover                             | Am Standort mindestens von 1985 bis 1989      |                                                                                    |
| Datenfernübertragungstrupp 800/10                                | Am Standort mindestens von 1985 bis 1986      |                                                                                    |
| Feldjägerkompanie 1                                              | 1958 Auflösung: 30.09.1979                    |                                                                                    |
| Feldjägerausbildungskompanie 441                                 | Am Standort mindestens von 1961 bis 1963.     | Verlegung nach Braunschweig                                                        |
| Feldjägerbataillon 720                                           | 01.10.1972 Auflösung: 31.03.2003              | Umgliederung in FJgBtl 152                                                         |
| Mobilmachungsvorbereitungsgruppe Feldjägerbataillon 720          | Am Standort mindestens von 1989 bis 1989      |                                                                                    |
| 1./Feldjägerbataillon 720                                        | 01.10.1972 Auflösung: 31.03.2003              |                                                                                    |
| Feldjägerbataillon 152                                           | 01.04.2003 Auflösung: 31.10.2013              | Gem. Stationierungskonzept 2011 aufgegangen in Tlen Feldjägerregiment 2            |
| 1./ u. 2./ Feldjägerbataillon 152                                | 01.04.2003 Auflösung: 31.10.2013              | s. o.                                                                              |
| 6./Feldjägerbataillon 152 (Ergänzungstruppenteil 2)              | 15.02.2007 Auflösung: 30.04.2014              | s. o.                                                                              |
| Mobilmachungsvorbereitungsgruppe Heimatschutzbrigade 62          | Am Standort mindestens von 1989 bis 1989      |                                                                                    |
| Unteroffizierausbildungskompanie 15/1                            | 1960 Verlegung: 11.11.1961                    | Verlegung nach Northeim                                                            |
| Fernmeldeausbildungskompanie 2/1                                 | 01.07.1961 Auflösung: 30.09.1979              | Umbenennung in FmAusbKp 1/1, Vergleiche Fernmelderegiment 1                        |
| Fernmeldebataillon 772                                           | 1963 Auflösung: 30.09.1970                    | Umgliederung in FmKp 772                                                           |
| Fernmeldekompanie 772                                            | 01.10.1970 bis unbekannt                      | Später Umgliederung in FmBtl 772 als Geräteeinheit                                 |
| Fernmeldeführer Wehrbereich II                                   | Am Standort mindestens von 1985 bis 1989      |                                                                                    |
| Fernmeldekompanie 720                                            | Am Standort mindestens von 1985 bis 1989      |                                                                                    |
| Heeresmusikkorps 1                                               | 16.03.1959 Auflösung: 30.09.2013              | Umbenennung in Heeresmusikkorps Hannover                                           |
| Instandsetzungskompanie 720                                      | Am Standort mindestens von 1976 bis 1986      |                                                                                    |
| Katholischer Standortpfarrer Hannover II                         | 01.05.1955 Auflösung: 31.07.1999              |                                                                                    |
| Fachsanitätszentrum Hannover – Teileinheiten Scharnhorst-Kaserne | 01.01.2007 Auflösung: 30.09.2015              |                                                                                    |
| MAD-Gruppe II                                                    | Am Standort mindestens von 1985 bis 1989      |                                                                                    |
| MAD-Stellen 25 u. 26                                             | Am Standort mindestens von 1985 bis 1989      |                                                                                    |
| Materialausstattung Sanitätsbereich 22/6                         | 01.07.1972 Auflösung: 30.06.1997              |                                                                                    |
| Grenadierbataillon 1                                             | 01.07.1956 Auflösung: 31.03.1959              | Umbenennung in PzGrenBtl 11 (mot).                                                 |
| Grenadierbataillon 21                                            | 01.07.1956 Auflösung: 30.04.1960              | Umbenennung in PzGrenBtl 13.                                                       |
| Panzergrenadierbataillon 13                                      | 01.05.1960 Verlegung: 11.11.1961              | Verlegung nach Northeim                                                            |
| Panzergrenadierbataillon 12                                      | 01.10.1958 Auflösung: 01.02.1959              | Umbenennung in PzGrenBtl 312                                                       |
| Panzergrenadierbataillon 312                                     | 01.02.1959 Verlegung: 01.02.1959              | Verlegung nach Dedelstorf                                                          |
| Kampfgruppe A 1                                                  | 01.07.1956 Auflösung: 16.03.1959              | Umbenennung in PzGrenBrig 2                                                        |
| Panzergrenadierbrigade 2                                         | 16.03.1959 Verlegung: 17.07.1959              | Verlegung nach Braunschweig                                                        |
| leichtes Pionierbataillon 511 mit 1./-3./                        | 01.11.1962 Verlegung: 01.10.1963              | Verlegung nach Passau                                                              |
| Fernmeldeausbildungskompanie 792                                 | Am Standort mindestens von 1962 bis unbekannt |                                                                                    |
| Fernmeldeausbildungskompanie 3/1                                 | Am Standort mindestens von 1962 bis unbekannt |                                                                                    |
| Kasernenfeldwebel Hannover 2                                     | 01.10.1982 Auflösung: 31.03.1999              |                                                                                    |
| Standortfernmeldeanlage 218/121                                  | Am Standort mindestens im Jahr 1989           |                                                                                    |
| Truppenarzt Hannover I                                           | 01.04.1984 Auflösung: 30.09.1997              |                                                                                    |
| Zahnstation H 1 (Divisionszahnstation)                           | 01.09.1964 Auflösung 30.09.1972               |                                                                                    |
| Zahnstation (Terr) H 203                                         | 01.10.1972 Auflösung: 31.03.1981              |                                                                                    |
| Zahnarztgruppe 210/1                                             | 01.04.1981 Auflösung: 31.03.2005              |                                                                                    |